# マクラーレン・MP4-29
マクラーレン MP4-29 (McLaren MP4-29) は、マクラーレンが2014年のF1世界選手権参戦用に開発したフォーミュラ1カーである。

## 概要

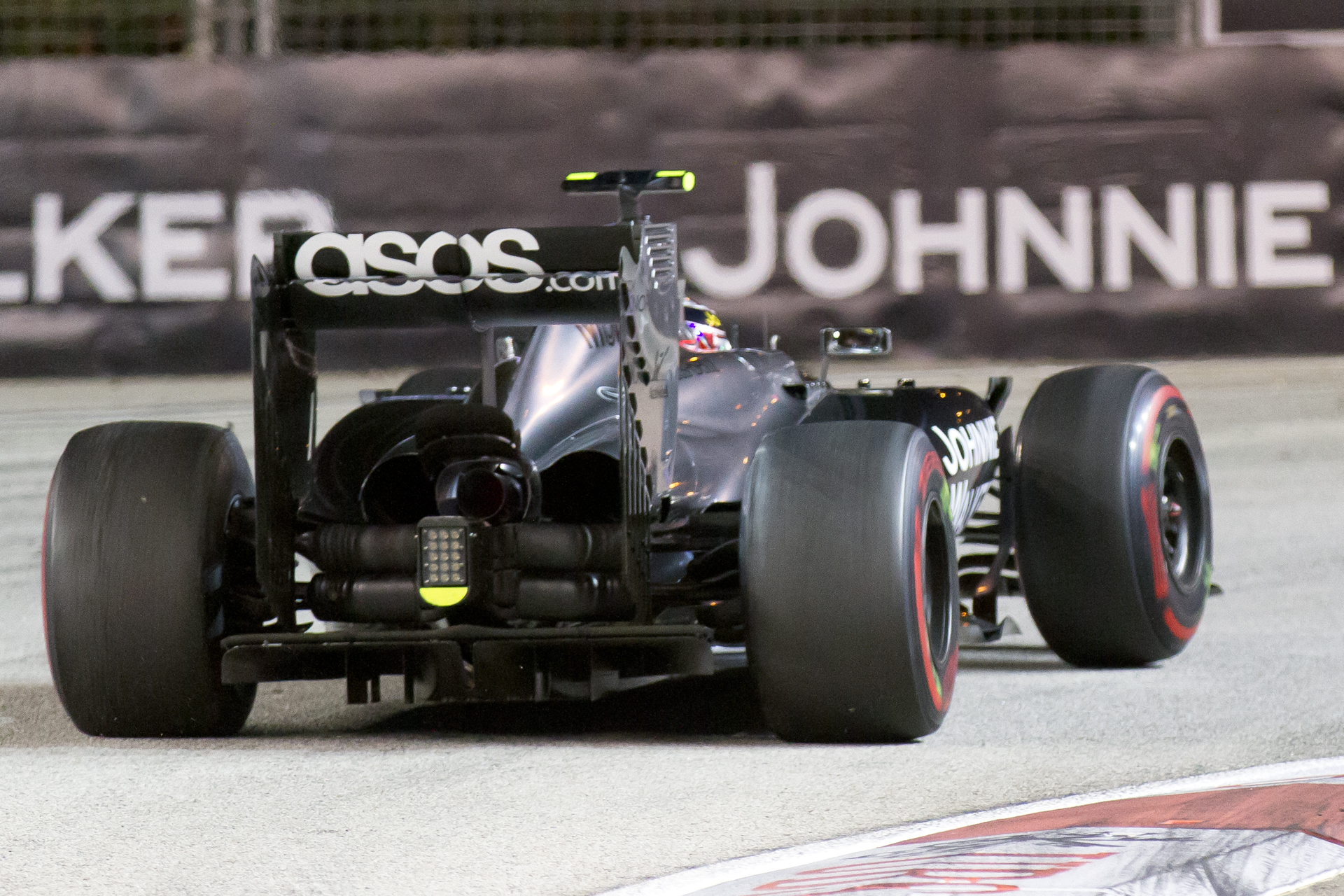
MP4-29の特徴的なリアサスペンションアーム。

MP4-29は2014年1月24日にインターネット上で公開された。
MP4-29は2014年レギュレーションに沿う形で、細長く伸ばされたフロントノーズが特徴的である。また、フロントサスペンションは、前年のMP4-28が採用したプルロッドサスペンションをやめ、プッシュロッドサスペンションに戻している。
最大の特徴はリアサスペンションの後方アームの形状で、通常は楕円形の断面をしているが、MP4-29は立て板の様に上下に膨らんでいる（通称「ブロッカー」）。これはレギュレーションで禁止されたリアウィング支持板（ビームウィング）のような空力的役割を果たし、低速時のダウンフォース増加と高速時のドラッグ削減を狙ったものとみられる。メルセデス製PUを搭載しながら他の搭載チームに比べ最高速が伸びない症状に苦しみ続けた。
カラーリングはタイトルスポンサーのボーダフォンが撤退したことにより、赤と白の部分がなくなった。
この年はリヤウィングとサイドポンツーンでレース毎にスポンサーを募る方式となり、Mobil、ESSO、ガルフ・エア、SAP (企業)などが参加、1戦毎にロゴを変えていた。シーズン後半はSAPがコクピット前部に新たに黄色のロゴを追加した。

## スペック

### シャーシ
- シャーシ名：MP4-29 [3]
- シャーシ構造：カーボンファイバー/ハニカムコンポジット構造
- ブレーキキャリパー：曙ブレーキ工業（AKEBONO）
- ブレーキディスク・パッド：AKEBONO ベンチレーテッド式カーボンファイバーディスクブレーキ
- サスペンション：前後独立懸架 前輪プッシュロッド式/後輪プルロッド式トーションスプリング
- 無線：ケンウッド
- ホイール：エンケイ
- バッテリー：リチウムイオンバッテリー 20-25kg
- 重量：691kg（冷却水・潤滑油・ドライバーを含む）
- タイヤ：ピレリ P-Zero

### エンジン
- エンジン名：メルセデス PU106A Hybrid
- 気筒数・角度：V型6気筒・90度
- 排気量：1,600cc
- 最高回転数：15,000rpm（レギュレーションで規定）
- シリンダーブロック：砂型鋳造アルミニウム製
- ターボ：シングル
- バルブ数：24
- バルブ駆動：圧搾空気式
- 燃料：エクソンモービル High Performance Unleaded
- 潤滑油：モービル1 エンジンオイル
- 重量：145kg

### ERS システム
- バッテリー出力：4MJ（1周あたり）
- MGU-K 出力：120kW
- MGU-K 最高回転数：50,000 rpm
- MGU-H 最高回転数：125,000 rpm

### ギアボックス
- ギアボックス：マクラーレン製 縦置き セミオートマチック・シーケンシャル電子制御（クイックシフト） 8速＋リバース1速

## 記録
| 年   | No. | ドライバー   | 1   | 2   | 3   | 4   | 5   | 6   | 7   | 8   | 9   | 10  | 11  | 12  | 13  | 14  | 15  | 16  | 17  | 18  | 19  | ポイント | ランキング |     |
| 年   | No. | ドライバー   | AUS | MAL | BHR | CHN | ESP | MON | CAN | AUT | GBR | GER | HUN | BEL | ITA | SIN | JPN | RUS | USA | BRA | ABU | ポイント | ランキング | Pts |
| ---- | --- | ------------ | --- | --- | --- | --- | --- | --- | --- | --- | --- | --- | --- | --- | --- | --- | --- | --- | --- | --- | --- | -------- | ---------- | --- |
| 2014 | 20  | マグヌッセン | 2   | 9   | Ret | 13  | 12  | 10  | 9   | 7   | 7   | 9   | 12  | 12  | 10  | 10  | 14  | 5   | 8   | 9   | 11  | 181      | 5位        |     |
| 2014 | 22  | バトン       | 3   | 6   | 17† | 11  | 11  | 6   | 4   | 11  | 4   | 8   | 10  | 6   | 8   | Ret | 5   | 4   | 12  | 4   | 5   | 181      | 5位        |     |

- † 印はリタイアだが、90%以上の距離を走行したため規定により完走扱い。

## MP4-29H 1x1

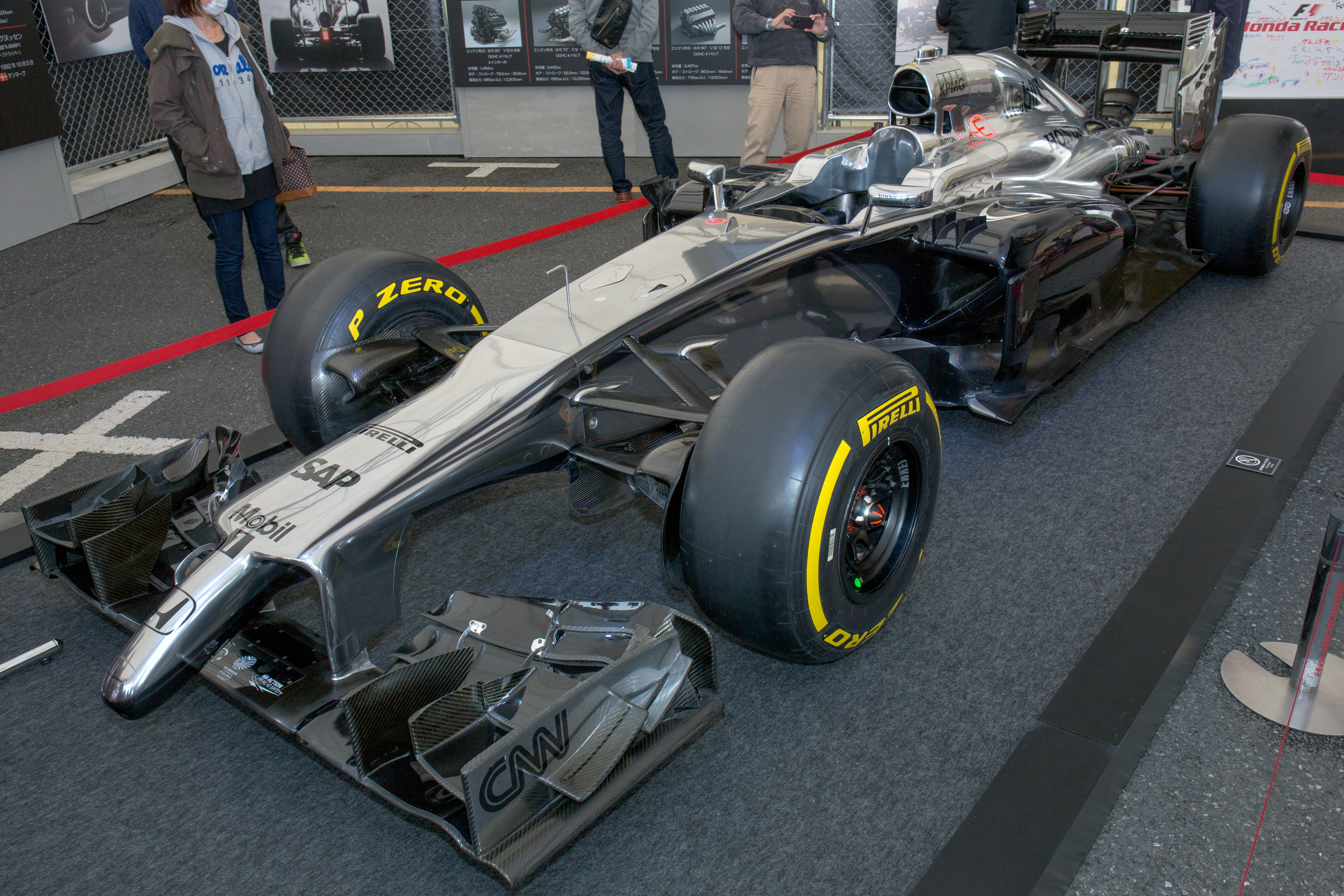
MP4-29H 1x1

2015年のエンジンサプライヤーであるホンダが新規開発中のパワーユニットの実走テスト用に、MP4-29を改造したテスト専用車両。